# 예초기

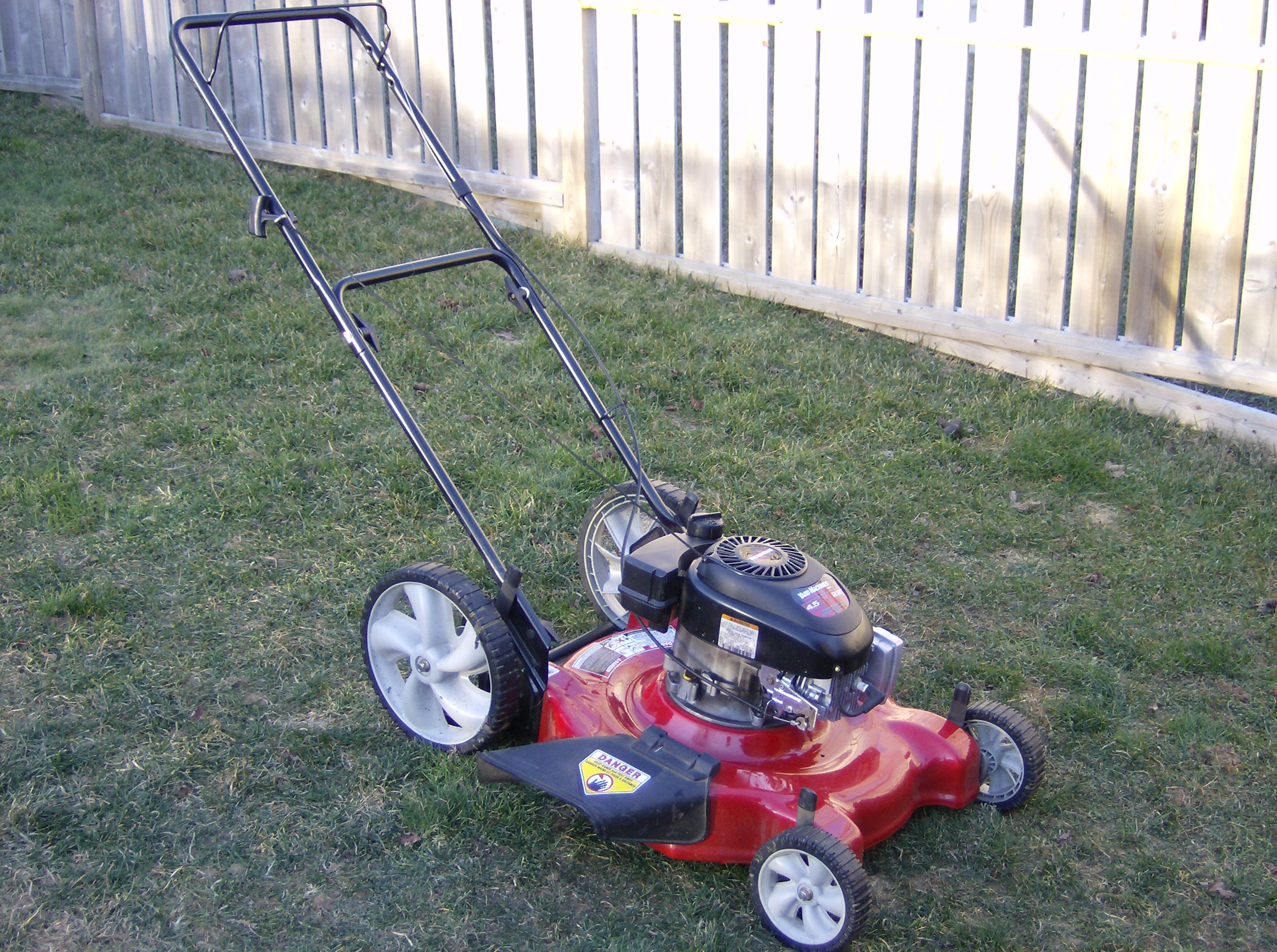
주행식 예초기

예초기(刈草機) 또는 제초기(除草器)란 풀을 베는 데 쓰는 기계로, 잡초하고 잔디를 깎는데 사용된다.

## 개요
예초기는 동력원에 따라서 연료식, 가스식, 전동식으로 구분된다. 

## 연료식
| - 다른 방식에 비해 사용 시간이 긴데다 힘(출력)이 우수하다. - 힘이 강하기 때문에 다양한 예초 날을 혼용하여 사용하는 것이 가능하다. | - 크고 무거우며 가격이 비싸다. - 연료를 혼합해서 사용해야 하기 때문에 유지보수가 번거롭다. - 휘발유 연소로 인해 매연 발생이 많고, 냄새가 심하다. - 소음이 엄청 큰데다 고장이 잦음. - 어깨에 걸쳐서 사용해야 하기 때문에 장시간 사용 시 진동으로 인해 신체에 무리가 갈 수 있다. |

## 가스식
| - 부탄가스를 연료로 사용하기 때문에 매연 발생이 적은데다 유지보수가 편리하다(오일은 2행정 오일을 사용). - 무게가 4행정 예초기에 비해 적게 나간다. - 어깨에 걸치고 사용하는 견착식으로 보관하고 운반이 편리하다. - 분해 조립이 편리하다. | - 연료식에 비해 사용 시간이 짧은데다 힘(출력)이 약하다(부탄캔 한 통으로 50분 정도 사용 가능). - 가격이 비싸다(30~50만 원대). - 엔진오일을 자주 보충해주어야 한다. - 힘이 약하기 때문에 다양한 예초 날을 혼용하여 사용하기 어렵다. |

## 전동식
| - 가격이 저렴하다. - 오일이 필요없어 유지보수가 편리하다. | - 최근에는 전기 충전식 예초기도 성능이 개선되어 힘이 좋은 예초기도 많이 출시되고 있지만 4행정처럼 휘발유를 원료로 하는 예초기에는 미치지 못하는 편이다. - 배터리 방전시 대체수단이 없다. |

## 같이 보기
- 예취기
- 낫